# 엉치결절인대
엉치결절인대 또는 천골결절인대(sacrotuberous ligament)는 골반의 아래쪽과 뒤쪽에 위치하는 인대다. 평평하고 삼각형 모양이며, 끝부분보다 가운데 부분이 더 좁다.

## 구조
엉치뼈(lower transverse sacral tubercles, inferior margins sacrum 및 상부 꼬리뼈)에서 궁둥뼈결절(ischial tuberosity)까지 이어진다. 넙다리두갈래근(biceps femoris muscle)의 일부가 남아 형성된 구조물이다. 엉치결절인대는 넓은 바닥면을 통해 위뒤엉덩뼈가시(posterior superior iliac spine), 뒤엉치엉덩이인대(posterior sacroiliac ligaments, 이 인대와 부분적으로 섞임), lower transverse sacral tubercles, inferior margin sacrum과 꼬리뼈 위쪽의 측면 가장자리에 붙어 있다. 인대의 섬유는 비스듬하게 가쪽으로 내려와 두껍고 좁은 띠를 형성한다. 형성된 띠는 아래로 내려오며 다시 넓어지며 궁둥뼈결절의 안쪽 가장자리에 부착된다. 그 다음 속음부혈관(internal pudendal vessels) 및 음부신경(pudendal nerve)의 근막초(fascial sheath)와 섞이는 오목한 모양의 낫돌기(falciform process)로서 궁둥가지(ischial ramus)를 따라 주행한다. 큰볼기근(gluteus maximus muscle)의 가장 낮은 섬유는 인대의 뒷면에 와서 붙는다. 인대 밑쪽의 얕은층 섬유는 넙다리두갈래근의 힘줄로 이어진다. 인대는 아래볼기동맥(inferior gluteal artery)의 꼬리가지와 관통피부신경(perforating cutaneous nerve), 꼬리신경얼기(coccygeal plexus)의 미세한 신경섬유들에 의해 관통된다.

### 변이
카데바의 13%에서 엉치결절인대의 막성 낫돌기가 없는 것으로 밝혀졌다. 존재하는 경우, 이것은 궁둥가지를 따라 궁둥항문오목(ischioanal fossa) 쪽으로 주행하고 폐쇄근막(obturator fascia)과 섞인다.
약 50%의 대상에서 넙다리두갈래근 긴갈래 이는곳의 힘줄과 엉치결절인대의 아래쪽 경계가 직접적으로 연결되어 있다는 사실이 알려져 있다. 따라서 넙다리두갈래근은 엉치결절인대를 통해 엉치엉덩관절(sacroiliac joint)을 안정화시킬 수 있다.

## 기능
엉치결절인대는 아래볼기동맥의 꼬리가지를 포함하고 있다.

## 임상적 중요성
이 인대와 엉치가시인대(sacrospinous ligament) 사이에 음부신경이 끼어 샅 부위의 통증을 유발하면 엉치결절인대를 수술을 통해 절단하여 통증을 완화한다.

## 추가 이미지

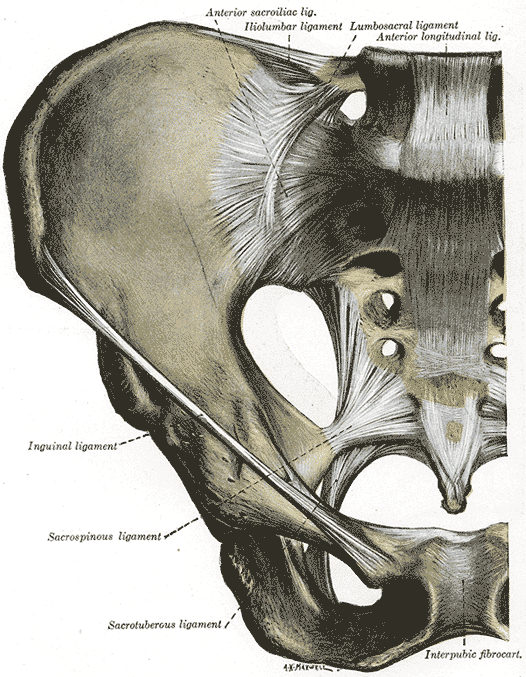
골반의 관절. 앞에서 본 그림.
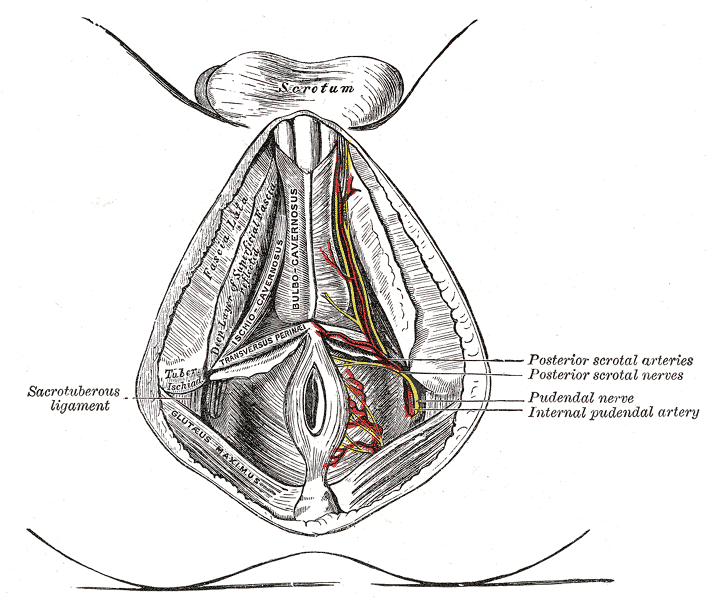
속음부동맥의 옅은 가지들.
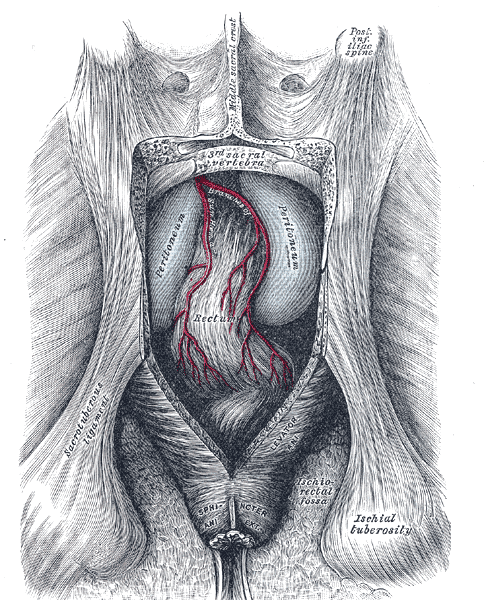
엉치뼈 아래쪽과 꼬리뼈를 제거하여 노출된 곧창자 뒷면.
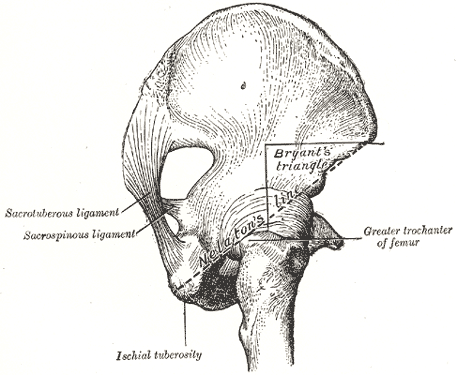
Nélaton's line과 Bryant's triangle.

## 참고 문헌
이 문서는 현재 퍼블릭 도메인에 속하는 그레이 해부학 제20판(1918) page 309의 내용을 기초로 작성된 글이 포함되어 있습니다.
1. ↑  Marios Loukas, Robert G Louis Jr, Barry Hallner, Ankmalika A Gupta and Dorothy White. (2006) "Anatomical and surgical considerations of the sacrotuberous ligament and its relevance in pudendal nerve entrapment syndrome" Surg Radiol Anat 28(2): 163–169
2. ↑  Vleeming, A., R. Stoeckart, et al. (1989). "The sacrotuberous ligament: a conceptual approach to its dynamic role in stabilizing the sacroiliac joint." Clinical Biomechanics 4(4): 200–203.